# Glött
Glött település Németországban, azon belül Bajorországban. Lakosainak száma 1133 fő (2023. december 31.).

## Népesség
A település népessége az elmúlt években az alábbi módon változott:
| Lakosok száma | 753  | 1061 | 967  | 1099 | 1083 | 1081 | 1107 | 1118 | 1121 | 1133 |
|               | 1875 | 1950 | 1975 | 1987 | 2012 | 2014 | 2016 | 2017 | 2021 | 2023 |